# 大井光忠
大井 光忠（おおい みつただ）は、戦国時代の武将。信濃国鍋蓋城城主。大井光照の嫡子。

## 生涯
長享元年（1487年）、信濃国小諸の地に鍋蓋城を築城した。後に光忠の子・光安（光為）が鍋蓋城の支城として乙女城（別名：白鶴城）を築いた。これが、現在の小諸城跡・二の丸の地に当たる。